# Цеслін (Куявсько-Поморське воєводство)
Цеслін (пол. Cieślin, нім. Dexel) — село в Польщі, у гміні Іновроцлав Іновроцлавського повіту Куявсько-Поморського воєводства.
Населення — 511 осіб (2011).
У 1975-1998 роках село належало до Бидгощського воєводства.

## Демографія
Демографічна структура станом на 31 березня 2011 року:
|          | Загалом | Допрацездатний вік | Працездатний вік | Постпрацездатний вік |
| -------- | ------- | ------------------ | ---------------- | -------------------- |
| Чоловіки | 249     | 48                 | 170              | 31                   |
| Жінки    | 262     | 46                 | 163              | 53                   |
| Разом    | 511     | 94                 | 333              | 84                   |